# Plagiocefalia
Plagiocefalia (skośnogłowie, łac. plagiocephalia) – wada wrodzona o charakterze deformacji należąca do kraniostoz; jest to asymetryczna kraniosynostoza spowodowana jednostronnym przedwczesnym zarośnięciem szwów czaszkowych, wieńcowego i węgłowego.
Może występować w zespołach wad wrodzonych z przedwczesnym zamknięciem szwów czaszkowych – zespole Aperta i zespole Crouzona.